# Rafal Living Tower
La Rafal Living Tower est un gratte-ciel de 213 mètres en construction à Riyad en Arabie saoudite. Son achèvement est prévu pour 2021.